# 無量寺 (蒲郡市)

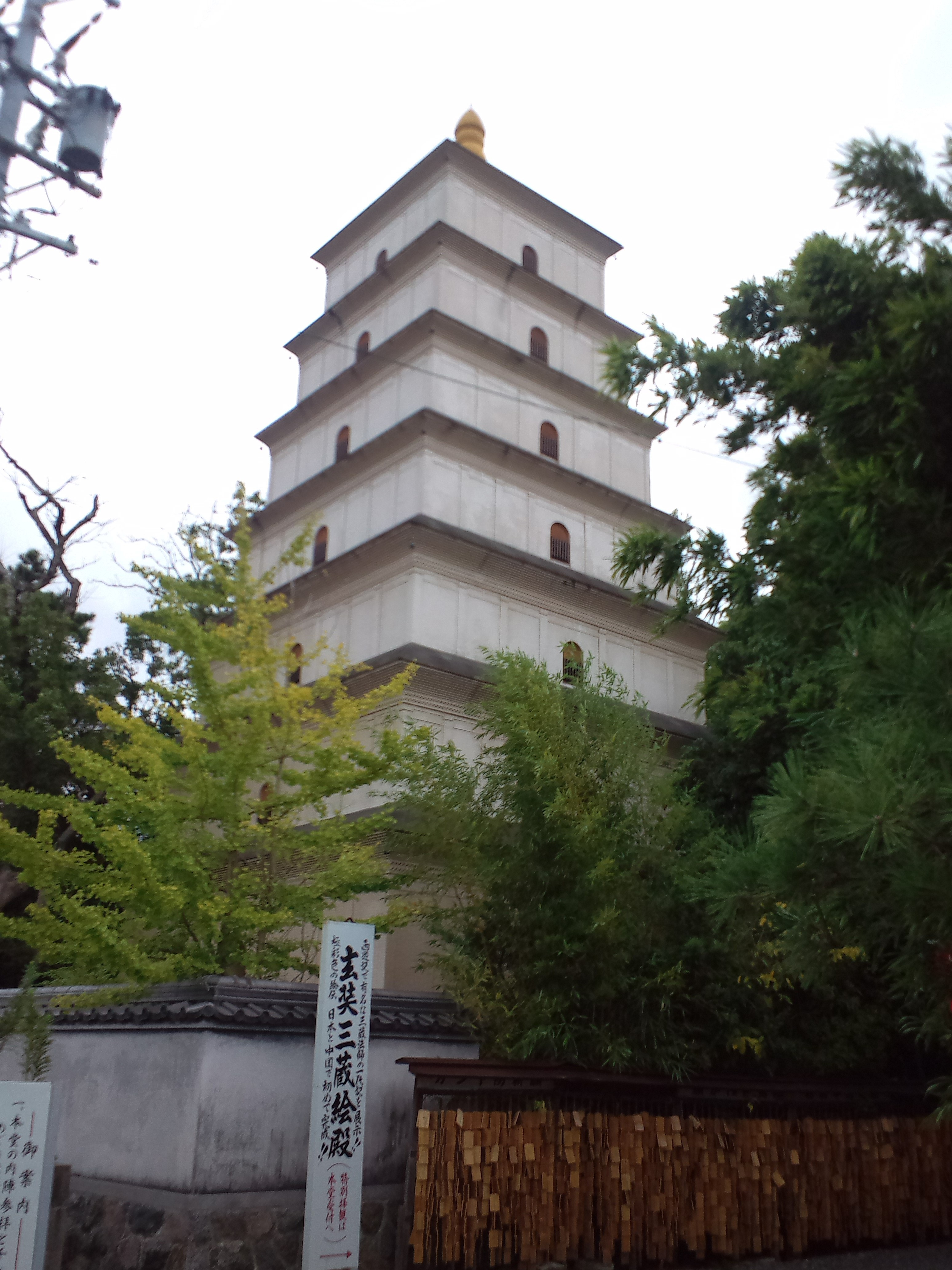
大雁塔

無量寺（むりょうじ）は 愛知県蒲郡市にある真言宗醍醐派の寺院。別称は「西浦不動」。「ガン封じの寺」として知られ、ガン予防の法話や祈祷などが行なわれている。創建は平安時代。本堂の奥に、中国の石窟寺院をモデルにした「千仏洞めぐり」がある。 

## 利用案内
- 参拝時間：9:00 - 16:00
- 参拝料：無料、ただし宝物殿入館は大人500円・小人300円
- 名物の貝膳料理は要予約で1500円

## 文化財

### 市指定有形文化財
- 木造不動明王座像付十二天立像（室町時代・12躯） - 蒲郡市指定文化財[1]

### 市指定天然記念物
- 無量寺の大クス（1樹） - 蒲郡市指定天然記念物[2]

## 所在地
- 愛知県蒲郡市西浦町日中30番地

## 交通手段
- 名鉄蒲郡線 西浦駅から徒歩で約10分。

## 脚註
1. ↑  市内の指定文化財 木造不動明王坐像附十二天立像 蒲郡市博物館、2013年5月閲覧
2. ↑  市内の指定文化財 無量寺の大クス 蒲郡市博物館、2013年5月閲覧